# Campionati mondiali di ginnastica artistica 2014 - Parallele asimmetriche
La finale ad attrezzo alle parallele asimmetriche ai Campionati Mondiali 2014 si è svolta alla Guangxi Gymnasium di Nanning, Cina, l'11 ottobre 2014.

## Risultati
| Pos.    | Ginnasta            | Punteggio di partenza | Punteggio della giuria | Penalità | Totale |
| ------- | ------------------- | --------------------- | ---------------------- | -------- | ------ |
| Oro     | Yao Jinnan          | 6,900                 | 8,733                  | -        | 15,633 |
| Argento | Huidan Huang        | 6,800                 | 8,766                  | -        | 15,566 |
| Bronzo  | Dar'ja Spiridonova  | 6,400                 | 8.833                  | -        | 15,238 |
| 4       | Ashton Locklear     | 6,500                 | 8,766                  | -        | 15,266 |
| 5       | Rebecca Downie      | 6,600                 | 8,566                  | -        | 15,166 |
| 6       | Aliya Mustafina     | 6,300                 | 8,800                  | -        | 15,100 |
| 7       | Lisa Katharina Hill | 6,300                 | 8,033                  | -        | 14,333 |
| 8       | Ruby Harrold        | 6,100                 | 7.566                  | -        | 13,666 |

## Qualificazioni
| Pos. | Ginnasta                      | Totale | Qual. |
| ---- | ----------------------------- | ------ | ----- |
| 1    | Yao Jinnan                    | 15.666 | Q     |
| 2    | Huidan Huang                  | 15.333 | Q     |
| 3    | Jiaxin Tan                    | 15.333 |       |
| 4    | Ashton Locklear               | 15.233 | Q     |
| 5    | Aliya Mustafina               | 15.166 | Q     |
| 6    | Rebecca Downie                | 15.166 | Q     |
| 7    | Dar'ja Spiridonova            | 15.100 | Q     |
| 8    | Lisa Katharina Hill           | 15.100 | Q     |
| 9    | Ekaterina Kramarenko          | 14.766 |       |
| 10   | Ruby Harrold                  | 14.700 | Q     |
| 11   | Larrissa Miller               | 14,666 | R1    |
| 12   | Kyla Ross                     | 14.650 | R2    |
| 13   | Tatiana Nabieva               | 14.600 |       |
| 13   | Shang Chunsong                | 14.558 |       |
| 15   | Jessica Brizeida Lopez Arocha | 14.483 | R3    |